# Chiesa di San Giovanni Bosco (Milano)
La chiesa di San Giovanni Bosco è una chiesa parrocchiale di Milano, sita nella zona occidentale della città, nel quartiere Sellanuova di Baggio.

## Storia
Per servire le necessità spirituali del nuovo quartiere residenziale Sellanuova, costruito lungo la strada per Baggio, nel 1965 l'arcivescovo Giovanni Colombo istituì una nuova parrocchia, ricavandone il territorio dalle parrocchie di Sant'Apollinare e della Madonna dei Poveri. La parrocchia venne intitolata a San Giovanni Bosco in onore dello stesso arcivescovo Colombo e della sua investitura cardinalizia avvenuta nello stesso anno.
La costruzione della chiesa, progettata dall'architetto Mario Tedeschi con la collaborazione dell'artista Carlo Ramous, iniziò nell'anno seguente e si concluse nel 1967. Un decennio prima i due progettisti avevano già collaborato alla progettazione della chiesa di Santa Marcellina alla Cagnola.

## Caratteristiche
La chiesa, dalle forme raccolte, è posta in uno spazio angusto compreso fra alti edifici residenziali.
La facciata, consistente in un muro spoglio in cui si apre il portale d'ingresso, è preceduta da due grandi pannelli in calcestruzzo decorati con rilievi astratti disegnati dallo scultore Carlo Ramous. Questi pannelli schermano alla vista la costruzione, conclusa superiormente da una copertura parabolica.
L'interno, a pianta rettangolare, è luminoso e qualificato dalla copertura stessa, la cui forma suggerisce l'idea di una grande tenda.